# Flèche wallonne 2013
Cet article traite uniquement de la compétition masculine. Pour les résultats de la compétition féminine, voir Flèche wallonne féminine.
La 77e édition de la Flèche wallonne a eu lieu le 17 avril 2013. Il s'agit de la 12e épreuve de l'UCI World Tour 2013. La course a pris le départ pour la première fois de la commune wallonne de Binche. Elle a été remportée par l'Espagnol Daniel Moreno (Katusha) qui devance respectivement les Colombiens Sergio Henao (Sky) et Carlos Betancur (AG2R La Mondiale),,,.
Il s'agit de la première classique remportée par Daniel Moreno qui succède à son coéquipier et compatriote Joaquim Rodríguez vainqueur l'année précédente. Le Suisse Fabian Cancellara (RadioShack-Leopard) absent de la course conserve toutefois sa place de leader de l'UCI World Tour.

## Présentation
Cette Flèche wallonne est la deuxième des trois classiques ardennaises inscrites à l'UCI World Tour. Elle se déroule trois jours après l'Amstel Gold Race et quatre jours avant Liège-Bastogne-Liège. La plupart des dernières éditions se sont terminées par une course de côte au sommet du Mur de Huy où l'arrivée est jugée. Cette classique est le plus souvent remportée par un grimpeur voir un puncheur.

### Parcours
Plusieurs changements ont lieu par rapport au parcours de la précédente édition. Le départ est donné à Binche et non plus à Charleroi. Le premier passage sur le Mur de Huy a été repoussé de 38 km, et deux côtes ont été insérées dans cette première partie : la côte de Naninne et la côte de Groynne. S'ensuit une boucle de 65 km qui se termine au sommet du Mur de Huy. On dénombre toujours cinq autres côtes dans cette partie du parcours, dont trois étaient présentes en 2012. Enfin, la dernière boucle est similaire à celle de 2012,,. 12 côtes sont répertoriées pour cette course :
| Num | Nom                         | km    | Longueur (m) | Pente moyenne | km de l'arrivée |
| --- | --------------------------- | ----- | ------------ | ------------- | --------------- |
| 1   | Côte de Naninne             | 76,5  | 2 600        | 3,7 %         | 128,5           |
| 2   | Côte de Groynne             | 90    | 2 000        | 3,5 %         | 115             |
| 3   | Mur de Huy                  | 108,5 | 1 300        | 9,3 %         | 96,5            |
| 4   | Côte d'Ereffe               | 127,5 | 2 100        | 5,9 %         | 77,5            |
| 5   | Côte de Peu d'Eau (nl)      | 146   | 2 700        | 3,9 %         | 59              |
| 6   | Côte de Bellaire            | 151   | 1 000        | 6,8 %         | 54              |
| 7   | Côte de Bohissau            | 158,5 | 1 300        | 7,6 %         | 46,5            |
| 8   | Côte de Bousalle (nl)       | 161,5 | 1 700        | 4,9 %         | 43,5            |
| 9   | Mur de Huy                  | 173,5 | 1 300        | 9,3 %         | 31,5            |
| 10  | Côte d'Amay                 | 190   | 1 500        | 6,7 %         | 15              |
| 11  | Côte de Villers-le-Bouillet | 196,5 | 1 200        | 7,5 %         | 8,5             |
| 12  | Mur de Huy                  | 205   | 1 300        | 9,3 %         | 0               |

### Équipes
L'organisateur a communiqué une liste de sept équipes invitées le 25 février 2013,. 25 équipes participent à cette Flèche wallonne - 19 ProTeams et 6 équipes continentales professionnelles :
| Nom de l'équipe         | Pays        | Code |
| ----------------------- | ----------- | ---- |
| AG2R La Mondiale        | France      | ALM  |
| Argos-Shimano           | Pays-Bas    | ARG  |
| Astana                  | Kazakhstan  | AST  |
| Blanco                  | Pays-Bas    | BLA  |
| BMC Racing              | États-Unis  | BMC  |
| Cannondale              | Italie      | CAN  |
| Euskaltel Euskadi       | Espagne     | EUS  |
| FDJ                     | France      | FDJ  |
| Garmin-Sharp            | États-Unis  | GRS  |
| Katusha                 | Russie      | KAT  |
| Lampre-Merida           | Italie      | LAM  |
| Lotto-Belisol           | Belgique    | LTB  |
| Movistar                | Espagne     | MOV  |
| Omega Pharma-Quick Step | Belgique    | OPQ  |
| Orica-GreenEDGE         | Australie   | OGE  |
| RadioShack-Leopard      | Luxembourg  | RLT  |
| Saxo-Tinkoff            | Danemark    | TST  |
| Sky                     | Royaume-Uni | SKY  |
| Vacansoleil-DCM         | Pays-Bas    | VCD  |

| Nom de l'équipe             | Pays     | Code |
| --------------------------- | -------- | ---- |
| Accent Jobs-Wanty           | Belgique | AJW  |
| Colombia                    | Colombie | COL  |
| Crelan-Euphony              | Belgique | CRE  |
| IAM                         | Suisse   | IAM  |
| Sojasun                     | France   | SOJ  |
| Topsport Vlaanderen-Baloise | Belgique | TSV  |

25 équipes inscrivent 8 coureurs sauf les Britanniques de Sky, les Belges de Topsport Vlaanderen-Baloise et les Néerlandais d'Argos-Shimano qui n'en comptent que 7 chacune. De plus un coureur est non-partant avant le début de l'épreuve : l'Italien Daniele Pietropolli de l'équipe Lampre-Merida ce qui fait un total de 196 coureurs au départ de la course.

### Favoris
Philippe Gilbert, Dan Martin, Alejandro Valverde sont vus comme les principaux prétendants au titre. Le tenant du titre Joaquin Rodriguez, même s'il est diminué physiquement à cause d'une chute récente, est aussi attendu,.

## Récit de la course
L'équipe BMC contrôle le peloton pour son leader Philippe Gilbert. Les échappés matinaux sont repris dans la dernière heure de course. Romain Bardet, Laurens Ten Dam et Simon Geschke tentent à leur tour leur chance. Ils sont rattrapés à ving kilomètres de l'arrivée. Jusqu'au Mur de Huy, il n'y a plus d'attaque notable, les Katusha de Joaquin Rodriguez s'étant joints à la BMC pour mener le rythme du peloton. Ce n'est qu'au niveau de la flamme rouge, au début du Mur de Huy, qu'une nouvelle attaque a lieu. Elle est le fait de Carlos Betancur. Le Colombien prend de l'avance en réalisant une très belle ascension. Dans le peloton, Philippe Gilbert mène la poursuite derrière Betancur. Le champion du monde se fatigue en faisant la montée seul en tête et il ne peut répondre à l'attaque puissante de Daniel Moreno (Katusha), qui prend le rôle de leader pourtant apparemment dévolu à Joaquin Rodriguez. Moreno dépasse Betancur et s'envole vers la victoire. Le valeureux colombien termine la course avec difficulté et se classe troisième, derrière son compatriote Sergio Henao.

## Classement final
|    | Coureur                  | Équipe                  |    | Temps           | Points UCI |
| -- | ------------------------ | ----------------------- | -- | --------------- | ---------- |
| 1  | Daniel Moreno (ESP)      | Katusha                 | en | 4 h 52 min 33 s | 80         |
| 2  | Sergio Henao (COL)       | Sky                     | +  | 3 s             | 60         |
| 3  | Carlos Betancur (COL)    | AG2R La Mondiale        |    | 3 s             | 50         |
| 4  | Daniel Martin (IRL)      | Garmin-Sharp            |    | 3 s             | 40         |
| 5  | Michał Kwiatkowski (POL) | Omega Pharma-Quick Step |    | 3 s             | 30         |
| 6  | Joaquim Rodríguez (ESP)  | Katusha                 |    | 8 s             | 22         |
| 7  | Alejandro Valverde (ESP) | Movistar                |    | 8 s             | 14         |
| 8  | Igor Antón (ESP)         | Euskaltel Euskadi       |    | 8 s             | 10         |
| 9  | Bauke Mollema (NED)      | Blanco                  |    | 8 s             | 6          |
| 10 | Rinaldo Nocentini (ITA)  | AG2R La Mondiale        |    | 8 s             | 2          |

## Liste des participants
- Liste de départ complète

| Légende | Légende                                                                    | Légende | Légende                                                    |
| ------- | -------------------------------------------------------------------------- | ------- | ---------------------------------------------------------- |
| Num     | Dossard de départ porté par le coureur sur cette Flèche wallonne           | Pos     | Position à l'arrivée de la course                          |
|         | Indique un maillot de champion national ou mondial, suivi de sa spécialité | NP      | Indique un coureur qui n'a pas pris le départ de la course |
| AB      | Indique un coureur qui n'a pas terminé la course                           | HD      | Indique un coureur qui a terminé la course hors des délais |

| Katusha KAT | Katusha KAT                   | Katusha KAT |
| ----------- | ----------------------------- | ----------- |
| Num         | Coureur                       | Pos         |
| 1           | Joaquim Rodríguez (ESP)       | 6e          |
| 2           | Giampaolo Caruso (ITA)        | 11e         |
| 3           | Alexandr Kolobnev (RUS)       | 96e         |
| 4           | Alberto Losada (ESP)          | 77e         |
| 5           | Daniel Moreno (ESP)           | 1er         |
| 6           | Yury Trofimov (RUS)           | 97e         |
| 7           | Ángel Vicioso (ESP)           | 78e         |
| 8           | Eduard Vorganov (RUS) (Route) | 53e         |

| Orica-GreenEDGE OGE | Orica-GreenEDGE OGE     | Orica-GreenEDGE OGE |
| ------------------- | ----------------------- | ------------------- |
| Num                 | Coureur                 | Pos                 |
| 11                  | Michael Albasini (SUI)  | 21e                 |
| 12                  | Simon Clarke (AUS)      | 34e                 |
| 13                  | Michael Hepburn (AUS)   | 117e                |
| 14                  | Michael Matthews (AUS)  | 112e                |
| 15                  | Christian Meier (CAN)   | 90e                 |
| 16                  | Travis Meyer (AUS)      | 70e                 |
| 17                  | Wesley Sulzberger (AUS) | 60e                 |
| 18                  | Pieter Weening (NED)    | 76e                 |

| BMC Racing BMC | BMC Racing BMC                 | BMC Racing BMC |
| -------------- | ------------------------------ | -------------- |
| Num            | Coureur                        | Pos            |
| 21             | Philippe Gilbert (BEL) (Route) | 15e            |
| 22             | Brent Bookwalter (USA)         | 73e            |
| 23             | Marcus Burghardt (GER)         | 110e           |
| 24             | Steve Cummings (GBR)           | 138e           |
| 25             | Mathias Frank (SUI)            | 109e           |
| 26             | Klaas Lodewyck (BEL)           | AB             |
| 27             | Amaël Moinard (FRA)            | 85e            |
| 28             | Dominik Nerz (GER)             | 54e            |

| Sky SKY | Sky SKY                      | Sky SKY |
| ------- | ---------------------------- | ------- |
| Num     | Coureur                      | Pos     |
| 31      | Richie Porte (AUS)           | 132e    |
| 32      | Joshua Edmondson (GBR)       | 43e     |
| 33      | Sergio Henao (COL)           | 2e      |
| 34      | Vasil Kiryienka (BLR)        | 145e    |
| 35      | Salvatore Puccio (ITA)       | 108e    |
| 36      | Jonathan Tiernan-Locke (GBR) | AB      |
| 37      | Rigoberto Urán (COL)         | 22e     |
| 38      |                              |         |

| RadioShack-Leopard RLT | RadioShack-Leopard RLT       | RadioShack-Leopard RLT |
| ---------------------- | ---------------------------- | ---------------------- |
| Num                    | Coureur                      | Pos                    |
| 41                     | Andy Schleck (LUX)           | 86e                    |
| 42                     | Matthew Busche (USA)         | 52e                    |
| 43                     | Laurent Didier (LUX) (Route) | 128e                   |
| 44                     | Tony Gallopin (FRA)          | 16e                    |
| 45                     | Ben Hermans (BEL)            | 23e                    |
| 46                     | Maxime Monfort (BEL)         | 51e                    |
| 47                     | Thomas Rohregger (AUT)       | AB                     |
| 48                     | Haimar Zubeldia (ESP)        | 26e                    |

| Cannondale CAN | Cannondale CAN             | Cannondale CAN |
| -------------- | -------------------------- | -------------- |
| Num            | Coureur                    | Pos            |
| 51             | Peter Sagan (SVK) (Route)  | 12e            |
| 52             | Stefano Agostini (ITA)     | AB             |
| 53             | Damiano Caruso (ITA)       | 82e            |
| 54             | Alessandro De Marchi (ITA) | 83e            |
| 55             | Michel Koch (GER)          | AB             |
| 56             | Moreno Moser (ITA)         | 143e           |
| 57             | Maciej Paterski (POL)      | AB             |
| 58             | Daniele Ratto (ITA)        | AB             |

| Omega Pharma-Quick Step OPQ | Omega Pharma-Quick Step OPQ | Omega Pharma-Quick Step OPQ |
| --------------------------- | --------------------------- | --------------------------- |
| Num                         | Coureur                     | Pos                         |
| 61                          | Michał Kwiatkowski (POL)    | 5e                          |
| 62                          | Kevin De Weert (BEL)        | 133e                        |
| 63                          | Michał Gołaś (POL) (Route)  | 80e                         |
| 64                          | Serge Pauwels (BEL)         | 95e                         |
| 65                          | Jérôme Pineau (BEL)         | 61e                         |
| 66                          | Pieter Serry (BEL)          | 25e                         |
| 67                          | Julien Vermote (BEL)        | 94e                         |
| 68                          | Carlos Verona (ESP)         | 91e                         |

| Garmin-Sharp GRS | Garmin-Sharp GRS             | Garmin-Sharp GRS |
| ---------------- | ---------------------------- | ---------------- |
| Num              | Coureur                      | Pos              |
| 71               | Ryder Hesjedal (CAN)         | 19e              |
| 72               | Thomas Dekker (NED)          | AB               |
| 73               | Alex Howes (USA)             | AB               |
| 74               | Michel Kreder (NED)          | 75e              |
| 75               | Daniel Martin (IRL)          | 4e               |
| 76               | Peter Stetina (USA)          | 130e             |
| 78               | Fabian Wegmann (GER) (Route) | 55e              |
| 80               | Nathan Haas (AUS)            | 116e             |

| Blanco BLA | Blanco BLA                 | Blanco BLA |
| ---------- | -------------------------- | ---------- |
| Num        | Coureur                    | Pos        |
| 81         | Tom-Jelte Slagter (NED)    | 14e        |
| 82         | Moreno Hofland (NED)       | AB         |
| 83         | Paul Martens (GER)         | 20e        |
| 84         | Bauke Mollema (NED)        | 9e         |
| 85         | Lars Petter Nordhaug (NOR) | 100e       |
| 86         | Bram Tankink (NED)         | 88e        |
| 87         | David Tanner (AUS)         | 81e        |
| 88         | Laurens ten Dam (NED)      | 79e        |

| Movistar MOV | Movistar MOV             | Movistar MOV |
| ------------ | ------------------------ | ------------ |
| Num          | Coureur                  | Pos          |
| 91           | Alejandro Valverde (ESP) | 7e           |
| 92           | Andrey Amador (CRC)      | 44e          |
| 93           | Rui Costa (POR)          | 32e          |
| 94           | Imanol Erviti (ESP)      | 134e         |
| 95           | Pablo Lastras (ESP)      | 135e         |
| 96           | Ángel Madrazo (ESP)      | AB           |
| 97           | Nairo Quintana (COL)     | 59e          |
| 98           | Giovanni Visconti (ITA)  | 50e          |

| Saxo-Tinkoff TST | Saxo-Tinkoff TST           | Saxo-Tinkoff TST |
| ---------------- | -------------------------- | ---------------- |
| Num              | Coureur                    | Pos              |
| 101              | Alberto Contador (ESP)     | 33e              |
| 102              | Roman Kreuziger (CZE)      | 17e              |
| 103              | Karsten Kroon (NED)        | 71e              |
| 104              | Nicolas Roche (IRL)        | 37e              |
| 105              | Chris Anker Sørensen (DEN) | 38e              |
| 106              | Nicki Sørensen (DEN)       | 84e              |
| 107              | Rory Sutherland (AUS)      | 99e              |
| 108              | Oliver Zaugg (SUI)         | 101e             |

| Astana AST | Astana AST                  | Astana AST |
| ---------- | --------------------------- | ---------- |
| Num        | Coureur                     | Pos        |
| 111        | Maxim Iglinskiy (KAZ)       | 31e        |
| 112        | Jakob Fuglsang (DEN)        | 69e        |
| 113        | Enrico Gasparotto (ITA)     | 30e        |
| 114        | Francesco Gavazzi (ITA)     | 127e       |
| 115        | Andriy Grivko (UKR) (Route) | 36e        |
| 116        | Alexey Lutsenko (KAZ)       | 57e        |
| 117        | Simone Ponzi (ITA)          | 68e        |
| 118        | Kevin Seeldraeyers (BEL)    | 103e       |

| IAM | IAM                              | IAM  |
| --- | -------------------------------- | ---- |
| Num | Coureur                          | Pos  |
| 121 | Matthias Brändle (AUT)           | 118e |
| 122 | Rémi Cusin (FRA)                 | AB   |
| 123 | Stefan Denifl (AUT)              | 29e  |
| 124 | Pirmin Lang (SUI)                | AB   |
| 125 | Alexandr Pliuschin (MDA) (Route) | 122e |
| 126 | Sébastien Reichenbach (SUI)      | 46e  |
| 127 | Patrick Schelling (SUI)          | AB   |
| 128 | Marcel Wyss (SUI)                | 24e  |

| Sojasun SOJ | Sojasun SOJ              | Sojasun SOJ |
| ----------- | ------------------------ | ----------- |
| Num         | Coureur                  | Pos         |
| 131         | Anthony Delaplace (FRA)  | 63e         |
| 132         | Jonathan Hivert (FRA)    | AB          |
| 133         | Fabrice Jeandesboz (FRA) | 56e         |
| 134         | Cyril Lemoine (FRA)      | 98e         |
| 135         | Jean-Marc Marino (FRA)   | AB          |
| 136         | Julien Simon (FRA)       | AB          |
| 137         | Yannick Talabardon (FRA) | AB          |
| 138         | Alexis Vuillermoz (FRA)  | 114e        |

| Lampre-Merida LAM | Lampre-Merida LAM         | Lampre-Merida LAM |
| ----------------- | ------------------------- | ----------------- |
| Num               | Coureur                   | Pos               |
| 141               | Damiano Cunego (ITA)      | 28e               |
| 142               | Matteo Bono (ITA)         | 129e              |
| 143               | Davide Cimolai (ITA)      | AB                |
| 144               | Massimo Graziato (ITA)    | AB                |
| 145               | Manuele Mori (ITA)        | 48e               |
| 146               | Daniele Pietropolli (ITA) | NP                |
| 147               | Simone Stortoni (ITA)     | 106e              |
| 148               | Diego Ulissi (ITA)        | 13e               |

| FDJ | FDJ                     | FDJ  |
| --- | ----------------------- | ---- |
| Num | Coureur                 | Pos  |
| 151 | Arnold Jeannesson (FRA) | 45e  |
| 152 | Sandy Casar (FRA)       | 104e |
| 153 | Alexandre Geniez (FRA)  | 89e  |
| 154 | Laurent Pichon (FRA)    | 65e  |
| 155 | Cédric Pineau (FRA)     | AB   |
| 156 | Jérémy Roy (FRA)        | AB   |
| 157 | Benoît Vaugrenard (FRA) | 64e  |
| 158 | Arthur Vichot (FRA)     | 18e  |

| Lotto-Belisol LTB | Lotto-Belisol LTB         | Lotto-Belisol LTB |
| ----------------- | ------------------------- | ----------------- |
| Num               | Coureur                   | Pos               |
| 161               | Dennis Vanendert (BEL)    | 72e               |
| 162               | Dirk Bellemakers (NED)    | AB                |
| 163               | Gaëtan Bille (BEL)        | 93e               |
| 164               | Bart De Clercq (BEL)      | 40e               |
| 165               | Jurgen Van de Walle (BEL) | 125e              |
| 166               | Tosh Van der Sande (BEL)  | AB                |
| 167               | Jelle Vanendert (BEL)     | 39e               |
| 168               | Tim Wellens (BEL)         | 139e              |

| Topsport Vlaanderen-Balosie TSV | Topsport Vlaanderen-Balosie TSV | Topsport Vlaanderen-Balosie TSV |
| ------------------------------- | ------------------------------- | ------------------------------- |
| Num                             | Coureur                         | Pos                             |
| 171                             |                                 |                                 |
| 172                             | Laurens De Vreese (BEL)         | AB                              |
| 173                             | Sander Helven (BEL)             | AB                              |
| 174                             | Pieter Jacobs (BEL)             | 137e                            |
| 175                             | Eliot Lietaer (BEL)             | 140e                            |
| 176                             | Stijn Neirynck (BEL)            | AB                              |
| 177                             | Preben Van Hecke (BEL)          | 102e                            |
| 178                             | Arthur Vanoverberghe (BEL)      | 120e                            |

| Euskaltel Euskadi EUS | Euskaltel Euskadi EUS | Euskaltel Euskadi EUS |
| --------------------- | --------------------- | --------------------- |
| Num                   | Coureur               | Pos                   |
| 181                   | Igor Antón (ESP)      | 7e                    |
| 182                   | Mikel Astarloza (ESP) | 92e                   |
| 183                   | Ion Izagirre (ESP)    | 67e                   |
| 184                   | Gorka Izagirre (ESP)  | 66e                   |
| 185                   | Mikel Landa (ESP)     | AB                    |
| 186                   | Miguel Mínguez (ESP)  | AB                    |
| 187                   | Rubén Pérez (ESP)     | AB                    |
| 188                   | Romain Sicard (FRA)   | 136e                  |

| AG2R La Mondiale ALM | AG2R La Mondiale ALM    | AG2R La Mondiale ALM |
| -------------------- | ----------------------- | -------------------- |
| Num                  | Coureur                 | Pos                  |
| 191                  | Rinaldo Nocentini (ITA) | 10e                  |
| 192                  | Romain Bardet (FRA)     | 111e                 |
| 193                  | Carlos Betancur (COL)   | 3e                   |
| 194                  | Mikaël Cherel (FRA)     | 62e                  |
| 195                  | John Gadret (FRA)       | 58e                  |
| 196                  | Blel Kadri (FRA)        | 121e                 |
| 197                  | Sébastien Minard (FRA)  | 105e                 |
| 198                  | Matteo Montaguti (ITA)  | AB                   |

| Colombia COL | Colombia COL              | Colombia COL |
| ------------ | ------------------------- | ------------ |
| Num          | Coureur                   | Pos          |
| 201          | Dalivier Ospina (COL)     | 49e          |
| 202          | Juan Esteban Arango (COL) | 119e         |
| 203          | Edwin Ávila (COL)         | AB           |
| 204          | Alexis Camacho (COL)      | AB           |
| 205          | Robinson Chalapud (COL)   | 35e          |
| 206          | Wilson Marentes (COL)     | 115e         |
| 207          | Dúber Quintero (COL)      | AB           |
| 208          | Juan Pablo Valencia (COL) | AB           |

| Accent Jobs-Wanty AJW | Accent Jobs-Wanty AJW   | Accent Jobs-Wanty AJW |
| --------------------- | ----------------------- | --------------------- |
| Num                   | Coureur                 | Pos                   |
| 211                   | Tim De Troyer (BEL)     | AB                    |
| 212                   | Thomas Degand (BEL)     | AB                    |
| 213                   | Jérôme Gilbert (BEL)    | AB                    |
| 214                   | Grégory Habeaux (BEL)   | 141e                  |
| 215                   | Will Routley (CAN)      | AB                    |
| 216                   | Staf Scheirlinckx (BEL) | AB                    |
| 217                   | Jurgen Van Goolen (BEL) | 126e                  |
| 218                   | Nicolas Vogondy (FRA)   | 142e                  |

| Vacansoleil-DCM VCD | Vacansoleil-DCM VCD             | Vacansoleil-DCM VCD |
| ------------------- | ------------------------------- | ------------------- |
| Num                 | Coureur                         | Pos                 |
| 221                 | Thomas De Gendt (BEL)           | 131e                |
| 222                 | Sergueï Lagoutine (UZB) (Route) | 87e                 |
| 223                 | Maurits Lammertink (NED)        | AB                  |
| 224                 | Pim Ligthart (NED)              | AB                  |
| 225                 | Marco Marcato (ITA)             | 42e                 |
| 226                 | Wout Poels (NED)                | 113e                |
| 227                 | José Rujano (VEN)               | 41e                 |
| 228                 | Lieuwe Westra (NED)             | 107e                |

| Argos-Shimano ARG | Argos-Shimano ARG         | Argos-Shimano ARG |
| ----------------- | ------------------------- | ----------------- |
| Num               | Coureur                   | Pos               |
| 231               | Warren Barguil (FRA)      | AB                |
| 232               | Johannes Fröhlinger (GER) | AB                |
| 233               | Patrick Gretsch (GER)     | 74e               |
| 234               | Yann Huguet (FRA)         | AB                |
| 235               | Thierry Hupond (FRA)      | AB                |
| 236               |                           |                   |
| 237               | Thomas Peterson (USA)     | AB                |
| 238               | Georg Preidler (AUT)      | 27e               |

| Crelan-Euphony CRE | Crelan-Euphony CRE        | Crelan-Euphony CRE |
| ------------------ | ------------------------- | ------------------ |
| Num                | Coureur                   | Pos                |
| 241                | Sébastien Delfosse (BEL)  | 123e               |
| 242                | Gilles Devillers (BEL)    | AB                 |
| 243                | Reinier Honig (NED)       | 144e               |
| 245                | Egidijus Juodvalkis (LTU) | 124e               |
| 246                | Christophe Prémont (BEL)  | AB                 |
| 247                | Klaas Sys (BEL)           | AB                 |
| 248                | Maxime Vantomme (BEL)     | 47e                |
| 249                | Frédéric Amorison (BEL)   | AB                 |